# کل‌خنگک بزرگ
کل خنگک بزرگ، روستایی از توابع بخش مرکزی شهرستان هفتکل در استان خوزستان ایران است.تمامی مردم این منطقه از طایفه آسترکی میباشند. 

## جمعیت
این روستا در دهستان هفتکل قرار دارد و براساس سرشماری مرکز آمار ایران در سال ۱۳۸۵، جمعیت آن ۸۹ نفر (۱۷خانوار) بوده‌است.